# Badischer Frauenverein
Der Badische Frauenverein war eine interkonfessionelle, überparteiliche und gemeinnützige Organisation von und für Frauen. Er bestand von 1859 bis 1937 und hatte seinen Sitz in Karlsruhe.

## Gründungsgeschichte
Wegen der Gefahr, dass der österreichisch-italienische Krieg sich durch Bündnisverpflichtungen mit Österreich auf das Großherzogtum Baden ausbreiten könnte, griff die neunzehnjährige Landesfürstin Großherzogin Luise von Baden die Initiative von Karlsruher Bürgerinnen auf, die einen Frauenverein in Karlsruhe gründen wollten. Am 4. Juni 1859 erließ die Großherzogin eine Denkschrift, in der die Vorsteher der religiösen und der politischen Gemeinden in Baden aufgefordert wurden, Frauenvereine zu gründen. Bürgermeister, Priester, Pfarrer und Lehrer machten in der Folge in ihren Gemeinden auf die Kriegsdrohung aufmerksam und forderten Frauen auf, sich für das Vaterland durch ehrenamtliche Arbeit zu engagieren.
Die Vereinsfrauen engagierten sich im Wohlfahrtswesen. Vereinssitz war die damalige Residenz- und spätere Landeshauptstadt Karlsruhe. Der Badische Frauenverein zählt zu den patriotischen Frauenvereinen des 19. Jahrhunderts. Unter dem langjährigen Protektorat der Landesfürstin entwickelte er sich zur größten Massenorganisation von Frauen im Großherzogtum Baden. Männer waren in beratender und finanzierender Funktion in die Vereinsstruktur eingebunden, etwa als Beirat. Der Verein war wertekonservativ ausgerichtet.
Am 9. Dezember 1937 wurde der Badische Frauenverein mit dem Reichsgesetz über das Deutsche Rote Kreuz offiziell aufgelöst.
Rechtsnachfolger wurde die Badische Schwesternschaft vom Roten Kreuz e. V.- Luisenschwestern.

## Aufgaben
Zu den Gründungsaufgaben in Kriegszeiten zählte es, Sammlungen von Geld, Kleidung und Verbandsmaterial durchzuführen, um die verbündeten Truppen im österreichisch-italienischen Krieg zu unterstützen. Nach Kriegsende setzten die Damen des Badischen Frauenvereins ihre Tätigkeit mit Friedensaufgaben fort.
Durch die Förderung weiblicher Bildung, weiblicher Erwerbsarbeit und der Kranken- und Altenpflege sowie durch die Etablierung des Berufes der Krankenschwester erzielte der Badische Frauenverein emanzipatorische Effekte; er schuf Öffentlichkeit und Räume von und für Frauen. Erfolge im Sinne einer Institutionalisierung weiblicher Beteiligung in staatlichen Verwaltungsgremien erzielte der Verein etwa in den Armenkommissionen der badischen Gemeinden, die seit 1910 Frauen mit Sitz und Stimme aufnehmen mussten.
Nach der Jahrhundertwende wurde die Fürsorge für Arme, Wöchnerinnen und Säuglinge, für schulentlassene Mädchen und Arbeiterinnen sowie das Engagement in der Krankenpflege und Tuberkulosebekämpfung ausgebaut. Im Karlsruher Hildahaus wurde eine Kinderkrippe für bedürftige Mütter eingerichtet.
Die Schwesternschaft des Badischen Frauenvereins, die Luisenschwestern, entwickelte sich aus der Abteilung IV des Badischen Frauenvereins. Sie waren eine eigenständige Teilorganisation des Deutschen Roten Kreuzes. Die Luisenschwestern wurden im Kriegsfall zur Unterstützung des militärischen Sanitätsdienstes eingezogen, an die Front entsandt und „fielen den Heldentod“ im Schützengraben.
Die Vereinsstatuten bezeugen das Engagement für die Verbesserung der Lebensverhältnisse von Frauen und Mädchen. Auch das Eintreten für die uneingeschränkte Anerkennung der Menschenwürde von Menschen weiblichen Geschlechts oder die Anerkennung weiblicher Kultur und Leistungen von Frauen waren Vereinsziele. Ein demokratisch verbrieftes, uneingeschränktes Wahlrecht für Frauen und Männer, unabhängig vom sozialen Stand und der finanziellen Lebenssituation hingegen, war kein Vereinsziel. Der patriotische Badische Frauenverein grenzte sich von der proletarischen Frauenbewegung und vom radikalen Flügel der bürgerlichen Frauenbewegung ab. Ein allgemeines, gleiches und geheimes Wahlrecht aller Menschen, wofür Vertreterinnen dieser Frauenorganisationen kämpften, stand nicht auf der Agenda. Die Protegierung durch die Landesfürstin förderte allerdings seinen gesellschaftlichen Einfluss und die Vereinsarbeit erwirkte emanzipatorische Effekte.

### Prominente Vertreterinnen
Zu den herausragenden Mitgliedern des Badischen Frauenvereins zählen Karoline Bayer (1821–1903), die im Kriegsjahr 1870/71 in die Lazarettpflege eingezogen und später Oberin der Luisenheilanstalt Heidelberg wurde, sowie Pia Bauer (1881–1954), die Nestorin der onkologischen Pflege in Deutschland. Ihre Mitstreiterin Mathilde von Horn (1875–1943) zog direkt zu Beginn des  Ersten Weltkriegs in die Etappe. Ernestine Thren (1899–1981) geriet mit ihrer Einheit in den Kessel von Stalingrad und machte sich während einer Pockenepidemie im Jahr 1963 in Heidelberg um die Pflege der Erkrankten verdient. Elisabeth Leist (1917–2001) war Oberin der Luisenheilanstalt Heidelberg und Archivarin der hinterlassenen Unterlagen und Dokumente der Schwestern des Badischen Frauenvereins. Sie gestaltete im Jahr 2000 eine Ausstellung zur 140–Jahrfeier der Schwesternschaft.

## Publikationen
Zahlreiche Schriften wurden vom Badischen Frauenverein veröffentlicht, hier eine Auswahl:
- Ueber den Unterricht in weiblichen Handarbeiten an den badischen Volksschulen. Werth, Einrichtung und Maßregeln zur Verbesserung desselben / dargestellt im Auftrag des Centralcomités des badischen Frauenvereins, Karlsruhe (Müller) 1869
- Die freiwillige Hilfsthätigkeit im Großherzogthum Baden im Kriege 1870/71, Karlsruhe (Braun) 1872
- Badischer Frauenverein: Geschichte des Badischen Frauenvereins. Festschrift zur Feier der silbernen Hochzeit Ihrer Königlichen Hoheiten des Grossherzogs Friedrich und der Grossherzogin Luise und der Vermählung Ihrer Grossherzoglichen Hoheit der Prinzessin Victoria mit Seiner Königlichen Hoheit Kronprinz Oscar Gustav Adolf von Schweden und Norwegen am 20. September 1881, Karlsruhe (G. Braun) 1881
- Kochbüchlein für die Benützung der Kochkiste,  Karlsruhe (Müller) 1903, Digitalisat
- Badischer Frauenverein: Geschichte des Badischen Frauenvereins (1859–1906), 2. umgearbeitete und stark vermehrte Ausgabe, zugleich Festschrift zur Feier der goldenen Hochzeit Ihrer königlichen Hoheit des Großherzogs Friedrich und der Großherzogin Luise am 20. September 1906., Karlsruhe (C. F. Müller) 1906
- Merkblatt über Landkrankenpflege, Karlsruhe  (Bad. Frauenverein) 1909
- Badisches Kriegskochbüchlein. Winke für die Hausfrauen während der Kriegszeit / mit Unterstützung der Großh. Regierung herausgegeben vom Badischen Frauenverein. Bearbeitet von Emma Wundt. Karlsruhe (Müller) 1915, Digitalisat
- Kriegstätigkeit des Badischen Frauenvereins 1914 – 1919 Karlsruhe (Müller) 1919
- Kochbuch der Haushaltungs- und Kochschule des Bad. Frauenvereins, Abt. 1. : mit einem Anhang für Haushaltungskunde, Karlsruhe : Braun, 1913, Digitalisat